# سید محمد حسینی شاهرودی
سید محمد حسینی شاهرودی (زادهٔ آذر ۱۳۰۴ در نجف – درگذشته ۱۶ تیر ۱۳۹۸ در تهران) از مراجع تقلید شیعه بود.

## زندگی‌نامه
سیدمحمد حسینی شاهرودی در آذرماه ۱۳۰۴ (جمادی الاول ۱۳۴۴ قمری) در نجف به دنیا آمد. پدر او سیدمحمود حسینی‌شاهرودی بود که پس از فوت سید ابوالحسن اصفهانی سال‌های متمادی زعامت دینی و علمی و مرجعیت حوزه‌های علمیهٔ تشیع را برعهده داشت و مادر او دختر شیخ محمد رضا فاضل نیشابوری از مدرسی عقاید و اخلاق حوزه نجف و برادر او سید علی حسینی شاهرودی از روحانیان سرشناس شاهرود بود.

## تحصیل
شاهرودی مقدمات را نزد پدر خود و همچنین شیخ علی شهربابکی و شیخ شمس زنجانی تحصیل کرد، رسائل و مکاسب را به شکل خصوصی نزد پدر آموخت و کتاب کفایه الاصول را از میرزا هاشم آملی و عبدالحسین رشتی فراگرفت.

## تحصیل خارج
وی سال‌ها در جلسات درس خارج پدر خود، سیدمحمود شاهرودی، شرکت کرده و تقریرات درس اصول و فقه او را به رشتهٔ تحریر درآورد و از پدر خود و سید جمال الدین گلپایگانی (از شاگردان میرزای نائینی) اجازهٔ اجتهاد دریافت نمود.

## فعالیت علمی
در ۳۹سالگی، در مسجد هندی در حوزهٔ علمیهٔ نجف خارج فقه و اصول تدریس می‌کرد.
هر گاه پدر کسالت داشت یا در کهولت، او به جای پدر نماز را امامت می‌کرد که نشان دهنده اعتماد پدر به او بود. پدر وی سید محمود شاهرودی در سال ۱۳۴۷ هجری شمسی مقلّدین خود را در احتیاطات مسائل شرعی به او ارجاع داد و بدین جهت بود که عده‌ای از مقلدان پس از درگذشت آن مرجع در سال ۱۳۵۳ هجری شمسی، به تقلید فرزند وی گرویدند. در سال ۱۳۵۷ هجری شمسی، رساله عملیه وی به زبان فارسی و عربی، در نجف به چاپ رسید.

## مسافرت به قم
در پی اخراج وی توسط رژیم بعث عراق از نجف به ایران در سال ۱۳۵۹، در شهر قم ساکن شد و به تدریس فقه و اصول پرداخت.

## تألیفات
آثار مطبوع و مخطوط سید محمد حسینی شاهرودی عبارتند از:
- «ذخیرة المؤمنین لیوم الدین» رساله عملیه به زبان عربی.
- «رساله توضیح المسائل» رساله عملیه به زبان فارسی.
- «توضیح مناسک حج» احکام حج به زبان فارسی.
- «رساله توضیح المسائل» به زبان اردو.
- کتاب استفتائات فارسی.
- «رساله مختصر الاحکام» به زبان اردو.
- «دروس فی احکام النساء» به زبان عربی.
- تقریرات مرحوم سید محمود شاهرودی
- حاشیه بر عروه الوثقی
- کتاب فی الحدود

## درگذشت
حسینی شاهرودی عصر روز ۱۶ تیر ۱۳۹۸ در سن ۹۳ سالگی در بیمارستان پیامبران تهران درگذشت و در روز ۱۸ تیر ۱۳۹۸ از مسجد امام حسن عسکری شهر قم تشییع و در حرم فاطمه معصومه به خاک سپرده شد.

### شکستن مهر
از سنت‌های مهم مرجعیت شیعه شکستن مهر مرجع تقلید بلافاصله پس از درگذشت با حضور شاهدان صاحب صلاحیت و شاگردان است. از آنجا که مهر حکم امضای مرجع تقلید را دارد، شکستن مهر اقدامی نمادین و به مفهوم این است که دیگر هیچ مکتوب و فتوایی به نام آن مرجع صادر نشده و هیچ اقدامی به نام آن مرجع معتبر نمی‌باشد و در حقیقت اقدامی برای پیش‌گیری از هر گونه سوء استفاده است. مهر سید محمد حسینی شاهرودی نیز در روز پنج شنبه ۲۰ تیرماه با حضور جمعی از افراد شناخته شده و شاگردان و فرزند ارشد او شکسته شد.